# Theretra radiosa
Espèce
Theretra radiosa est une espèce d'insectes lépidoptères de la famille des Sphingidae, de la sous-famille des Macroglossinae, de la tribu des Macroglossini, de la sous-tribu des Choerocampina et du genre Theretra.

## Description
Imago
La face dorsale des ailes antérieures est argenté avec une bande submarginale vert olive sombre, et un point noir près du centre de la cote de chaque aile.

## Répartition et habitat
Répartition
L'espèce est connue en  Papouasie-Nouvelle-Guinée et en Australie au Queensland.

## Systématique
- L'espèce Theretra radiosa a été décrite par les entomologistes Lionel Walter Rothschild et Karl Jordan en 1916[1].